# キューバソレノドン
キューバソレノドン（Solenodon cubanus）は、真無盲腸目ソレノドン科ソレノドン属（Atopogale属とする説もあり）に分類される哺乳類。
キューバの切手や記念コインになるなど同国を象徴する希少動物で、現地ではアルミキと呼ばれている。

## 分布
キューバ東部固有種。アレハンドロ・デ・フンボルト国立公園などに生息。種小名cubanusは「キューバの」の意で、和名や英名と同義。

## 形態
頭胴長（体長）25 - 31センチメートル。尾長17 - 25センチメートル。体重0.7 - 1キログラム。頭部や腹面の毛衣は黄褐色、背面の毛衣は灰褐色や暗褐色。
前肢の爪は、指よりも長い。ハイチソレノドンと比較して尾がわずかに短く、吻の軟骨と顎骨を結合する球窩関節を欠く。

## 分類
ソレノドン科には、キューバに生息している本種と、東隣のイスパニョーラ島にいるハイチソレノドンの2種しか現存しない。
ハイチソレノドンとともにソレノドン属Solenodonに分類されているが、分子系統解析による分岐年代が古いことから独立したAtopogale属に分類する説もある。

## 生態
熱帯雨林に生息し、哺乳類としては珍しく唾液に毒を持つ。主に地表棲だが、木に登ることもできる。夜行性。
食性は動物食で、昆虫などを食べる。
繁殖形態は胎生。1回に1 - 3頭の幼獣を産む。幼獣は生後数か月は、母親と生活する。

## 人間との関係
開発による生息地の破壊、人為的に移入されたノイヌ、ノネコやマングースなどによる捕食などにより生息数は激減している。1890年代から1960年代まで確認例がなかったため絶滅したと考えられていたが、1970年代にキューバ東部で再発見された。
2012年から、キューバと日本の合同研究チームが、同年3月から4月にかけての調査で、キューバ東部において生体個体7匹の捕獲に成功した。今回の捕獲で、毒のある唾液のサンプル採取にも初めて成功している。キューバでは外国人による調査活動が許可されにくく、詳しい生態が長年不明だったが、宮城教育大学に研究員として採用されたキューバ環境省の元職員が橋渡し役となり合同研究が実現した。